# CEP70
CEP70‏ (Centrosomal protein 70) هوَ بروتين يُشَفر بواسطة جين CEP70 في الإنسان.